# Ceratophacidium
Ceratophacidium — рід грибів родини Rhytismataceae. Назва вперше опублікована 1966 року.

## Класифікація
До роду Ceratophacidium відносять 1 вид:
- Ceratophacidium aristosporum